# Paramorsimus acutelaminatus
Paramorsimus acutelaminatus är en insektsart som först beskrevs av Brunner von Wattenwyl 1895.  Paramorsimus acutelaminatus ingår i släktet Paramorsimus och familjen vårtbitare. Inga underarter finns listade i Catalogue of Life.